# 阿波橘駅
阿波橘駅（あわたちばなえき）は、徳島県阿南市津乃峰町東分にある四国旅客鉄道（JR四国）牟岐線の駅である。駅番号はM14。

## 概要
元は鉄道の通っていない橘町（その後合併して、阿南市に）の玄関口として設けられた。
路線建設時に津乃峰地区と橘地区のどちらに駅を設置するかで揉めたという経緯があり、最終的に津乃峰に駅が設置された。その代わりに駅名は橘とすることで決着した。

## 歴史
- 1936年（昭和11年）3月27日：開業[2]。
- 1970年（昭和45年）4月1日：貨物の取り扱いを廃止[2]。
- 1972年（昭和47年）11月1日：業務委託駅となる[3]。
- 1984年（昭和59年）2月1日：荷物扱い廃止[2]。駅員無配置駅となる[4][5]。
- 1987年（昭和62年）4月1日：国鉄分割民営化によりJR四国の駅となる[2]。
- 2009年（平成21年）3月14日：ホーム改良（かさ上げ）工事が完成し、普通列車がすべて停車するようになる。それまでは桑野駅発着の1往復が通過していた。
- 2011年（平成23年）3月12日：特急「むろと」が1往復臨時停車するようになる。
- 2025年（令和7年）3月15日：ダイヤ改正により特急「むろと」の運行を終了。これにより当駅停車の優等列車が消滅[6][7]。

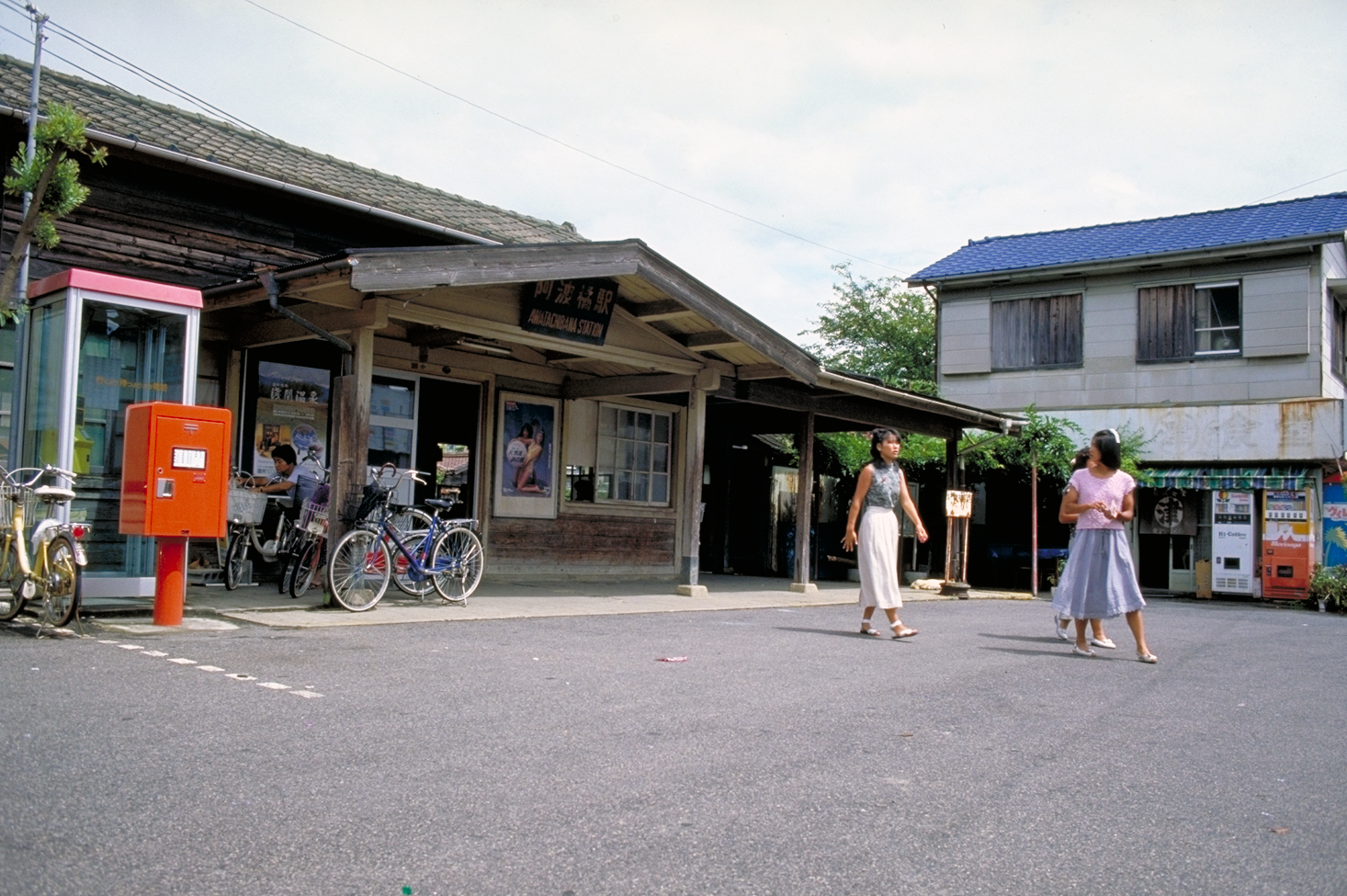
旧駅舎（1985年頃）
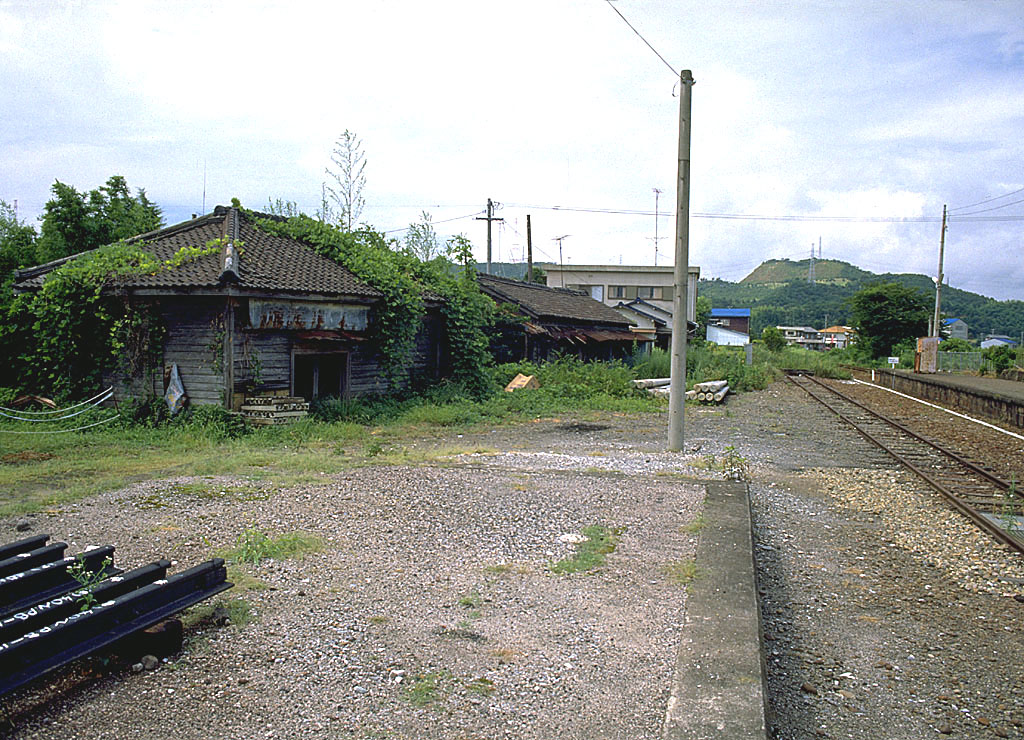
1985年当時の阿波橘駅構内の様子

## 駅構造
1面1線のホームを持つ地上駅。かつては島式ホーム1面2線の構造を有した。木造駅舎を有する。改札内に汲み取り式のトイレがあったが、2019年に閉鎖された。その為、トイレを利用する場合は列車内あるいは近隣の店舗を利用することとなる。
2021年現在は無人駅であるが、2005年3月まで簡易委託駅であった。
ホーム高さが低いため、桑野行普通列車1往復が通過していたが、ホーム改良工事を行い、2009年3月14日より再び全ての普通列車が停車するようになった。

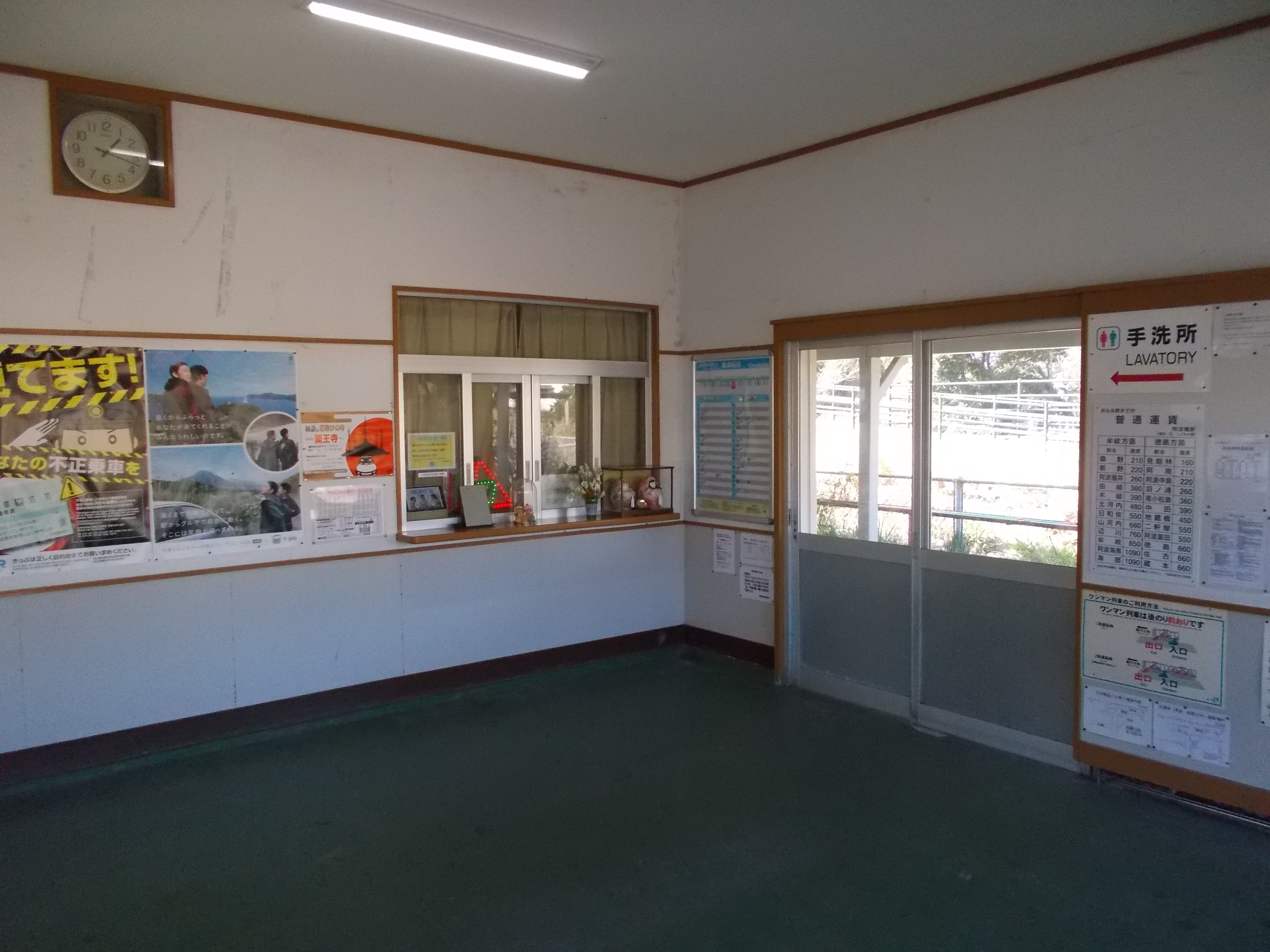
駅舎内（2019年1月）
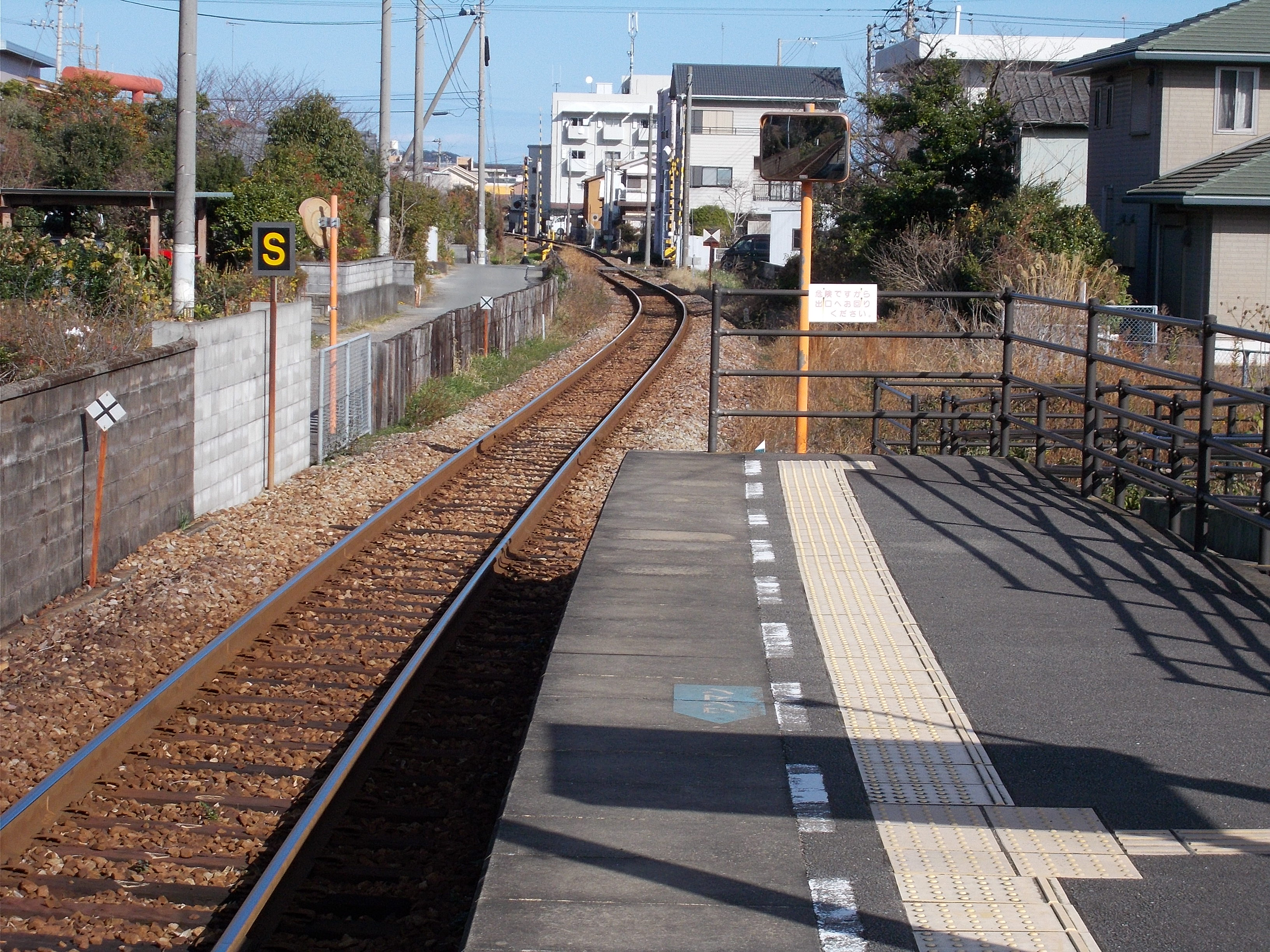
ホームから見能林方面を望む（2019年1月）
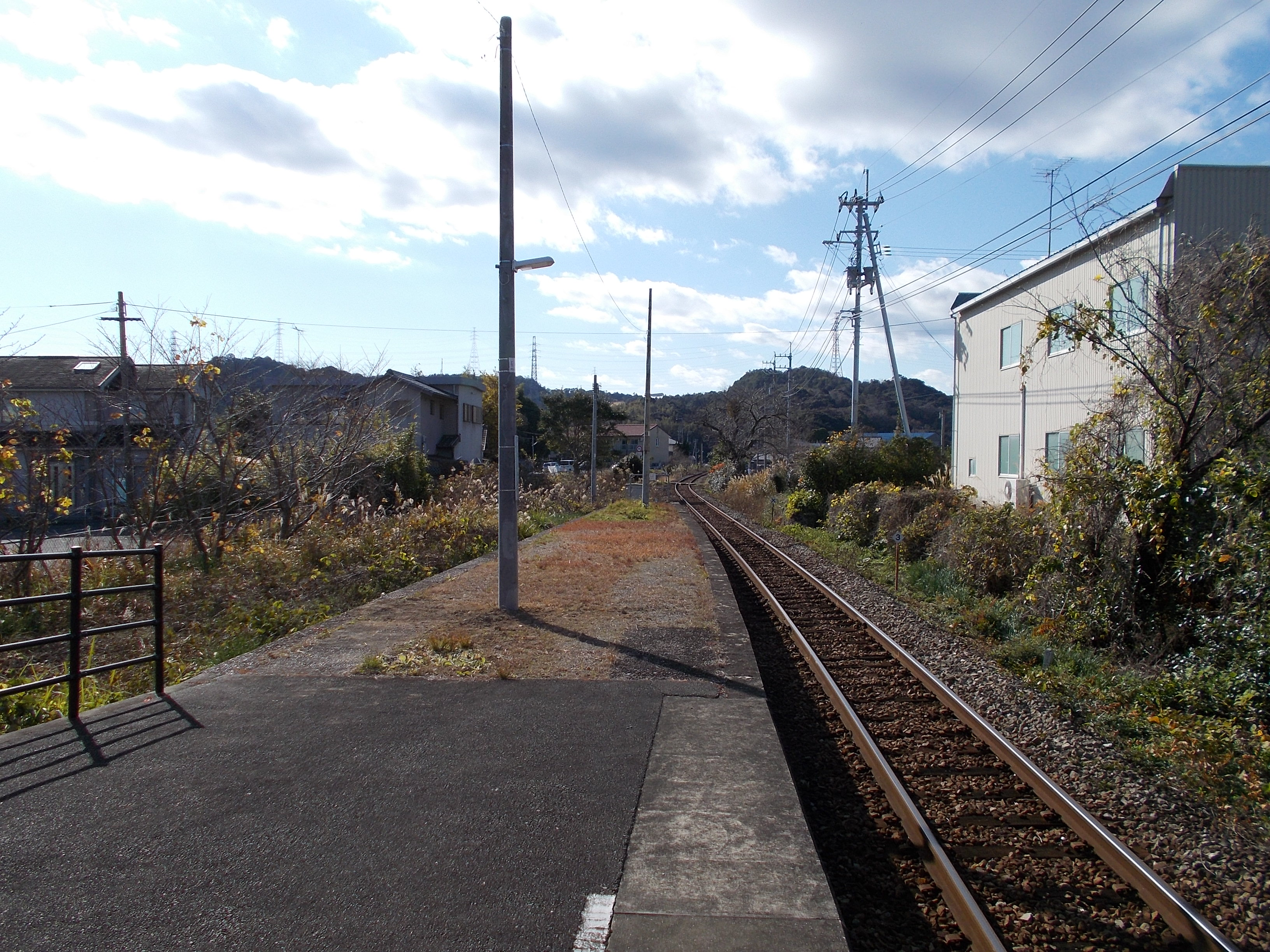
ホームから桑野方面を望む（2019年1月）

## 利用状況
1日平均乗車人員は下記の通り。
| - 184人（1995年度） - 189人（1996年度） - 185人（1997年度） - 173人（1998年度） - 157人（1999年度） - 148人（2000年度） - 155人（2001年度） - 139人（2002年度） - 114人（2003年度） - 105人（2004年度） | - 103人（2005年度） - 100人（2006年度） - 97人（2007年度） - 104人（2008年度） - 108人（2009年度） - 106人（2010年度） - 113人（2011年度） - 114人（2012年度） - 118人（2013年度） - 109人（2014年度） |

## 駅周辺
教育施設
- 阿南市立津乃峰保育所
- 阿南市立津乃峰小学校
- 阿南市津乃峰総合センター
  - 見能林公民館津乃峰分館
- B&G財団阿南海洋センター

道路
- 国道55号（阿南道路、現道）
- 徳島県道130号大林津乃峰線（旧国道55号）
- 徳島県道175号阿波橘停車場線

港湾
- 答島港 - 伊島連絡船のりば。詳細は後述。
- 橘湾 - 「阿波の松島」

工業
- 吉見石灰工業

商業施設
- セブン津乃峰店
- ハローズ津乃峰店

その他
- 津峯公園・津峯神社 - 標高284mの津峯山の山頂付近。
- 阿南市立津乃峰地区防災公園
- 阿南市立津乃峰ふれあい公園
- 阿南警察署津乃峰町駐在所
- 阿南津乃峰郵便局
- 阿南信用金庫見能林支店
- 海部観光阿南営業所

## 接続交通機関

### 路線バス
徳島県道130号線沿いに「橘駅前」停留所があり、下記の路線が経由する。
- 徳島バス
  - 橘線：橘西／徳島駅前
  - 3系統：橘営業所／阿南駅・加茂谷
  - 22系統：小吹川原／阿南工業高校
  - 23系統：小吹川原／阿南駅・加茂谷
- 徳島バス南部
  - 丹生谷線：川口／阿南医療センター前

### 高速バス
国道55号（阿南道路）沿いに「阿南津乃峰」停留所（※海部観光阿南営業所に隣接）があり、下記の路線が経由する。
海部観光
- 関西線（昼行）ホテルサンオーシャン・阿南那賀川・小松島・大野・徳島駅・徳島とくとくターミナル・バスポート松茂・高速鳴門バスストップ・大阪駅・大阪国際空港方面
- 東京線（夜行）ホテルサンオーシャン・阿南那賀川・小松島・大野・徳島駅・徳島とくとくターミナル・バスポート松茂・高速鳴門バスストップ・バスタ新宿・東京駅方面

徳島バス
2022年4月1日より当駅と同一扱い（橘営業所が起終点となる便は対象外）となった橘営業所バス停に昼行高速バスが停車する。この取り扱いはJR四国の牟岐線と徳島バスの室戸・生見・阿南 - 大阪線で一部共同経営が開始されたことによるものであるが、同一扱いをする駅のうち、駅前または駅付近に当該バス路線が停車する他の6駅（阿南駅・由岐駅・日和佐駅・牟岐駅・浅川駅・阿波海南駅）とは異なり、「橘営業所」停留所は橘町に所在しており当駅から約1.5km離れている。
- 室戸・生見・阿南大阪線（上り）阿南駅・高速舞子・ハービスOSAKA・なんば高速バスターミナル方面
- 室戸・生見・阿南大阪線（下り）由岐・日和佐・牟岐・浅川・海部高校前・海部・宍喰・甲浦・生見方面
- 室戸・生見・阿南大阪線（下り）由岐・日和佐・牟岐・浅川・海部高校前・海部・宍喰・甲浦・生見・野根・室戸世界ジオパークセンター・岬・室戸方面

※阿南駅 - 甲浦間途中乗降可能、阿南駅 - 海部高校前間JRの乗車券等で利用可能。いずれも橘営業所発着便（通常のクローズドドア制度）を除く。

### 離島航路
駅から南へ約600メートル下った所に答島港があり、伊島へ向かう連絡船（伊島港行き。伊島連絡交通事業が運航）が就航している。
※航行時間は約30分、1日に3往復を運航。
- 答島港の伊島連絡船待合所
- 伊島連絡交通事業の旅客船「みしま（美島）」

## 隣の駅
四国旅客鉄道（JR四国）
■牟岐線
■普通
見能林駅 (M13) - 阿波橘駅 (M14) - 桑野駅 (M15)